# Pseudoceramaster
Pseudoceramaster is een geslacht van zeesterren uit de familie Goniasteridae.				

## Soorten
- Pseudoceramaster hunti McKnight, 1993
- Pseudoceramaster misakiensis (Goto, 1914)
- Pseudoceramaster pulvinus (Alcock, 1893)
- Pseudoceramaster regularis Jangoux, 1981